# Natalja Anatoljewna Butusowa
Natalja Anatoljewna Butusowa (russisch Наталья Анатольевна Бутузова; * 17. Februar 1954) ist eine ehemalige sowjetische Bogenschützin.

## Karriere
Natalja Butusowa nahm 1980 in Moskau an den Olympischen Spielen teil. Mit 2477 Punkten belegte sie hinter Ketewan Lossaberidse den zweiten Rang und erhielt somit die Silbermedaille. Bei ihrer zweiten Olympiateilnahme 1988 in Seoul belegte sie im Einzel Rang 18, während sie mit der Mannschaft als Vierte knapp einen weiteren Medaillengewinn verpasste. Bei Weltmeisterschaften wurde sie 1981 in Punta Ala sowohl in der Einzelkonkurrenz als auch mit der sowjetischen Mannschaft Weltmeisterin. Siebenmal wurde sie Europameisterin, von 1979 bis 1983 wurde sie zudem fünfmal in Folge sowjetische Meisterin. Nach ihrer aktiven Karriere arbeitete sie als Trainerin zunächst in ihrem Geburtsland Usbekistan und trainierte später auch die deutsche Nationalmannschaft.